# Elcaribe starki
Elcaribe starki är en tvåvingeart som beskrevs av Webb 2006. Elcaribe starki ingår i släktet Elcaribe och familjen stilettflugor.
Artens utbredningsområde är Kuba. Inga underarter finns listade i Catalogue of Life.